# 上海世博公园
上海世博公园是位于浦东新区，黄浦江南岸。曾是上海世博会内的绿地系统，世博会结束后，被规划为现在的世博公园。

## 现状
世博公园建成于2019年9月，总面积约23公顷，沿黄浦江岸线约1.6公里，腹地深度由150米到300米不等。是24小时开放的公园，不收门票。本公园位于世博源以西，东面与后滩湿地公园相连，南至世博大道，背面则是黄浦江。公园与梅赛德斯-奔驰文化中心、中华艺术宫相邻。
公园采用了“滩、扇”的设计构思，将抬升的扇形地面比拟为扇面，把按风向走势而特意设置的乔木引风林形容为扇骨，整个公园缓缓沿黄浦江南升起并展开，如同中国传统折扇优雅地在轻舞的微风中打开，而“滩”则是利用丰富的地被植物、蜿蜒的溪流与道路，创造出高低错落、变化丰富的自然地貌，使江岸景观水绿交融，互为映衬。
世博园区里，有上海最早、也是唯一一个保留初期形态的船坞，在保留原物的基础上利用绿色植物将其打扮成为一个“空中花园”，形成一道独特的景观。而上海工业文明的标志——“塔吊”和“桁架”，也被保留下来。

## 活动
- 上海简单生活节 2014 – 2017

- 上海草莓音乐节 2012 – 2017

- 爵士上海音乐节 2011 - 2017

- 上海国际魔灯嘉年华[7] 2016

- Ultra电音节 2017

## 图片

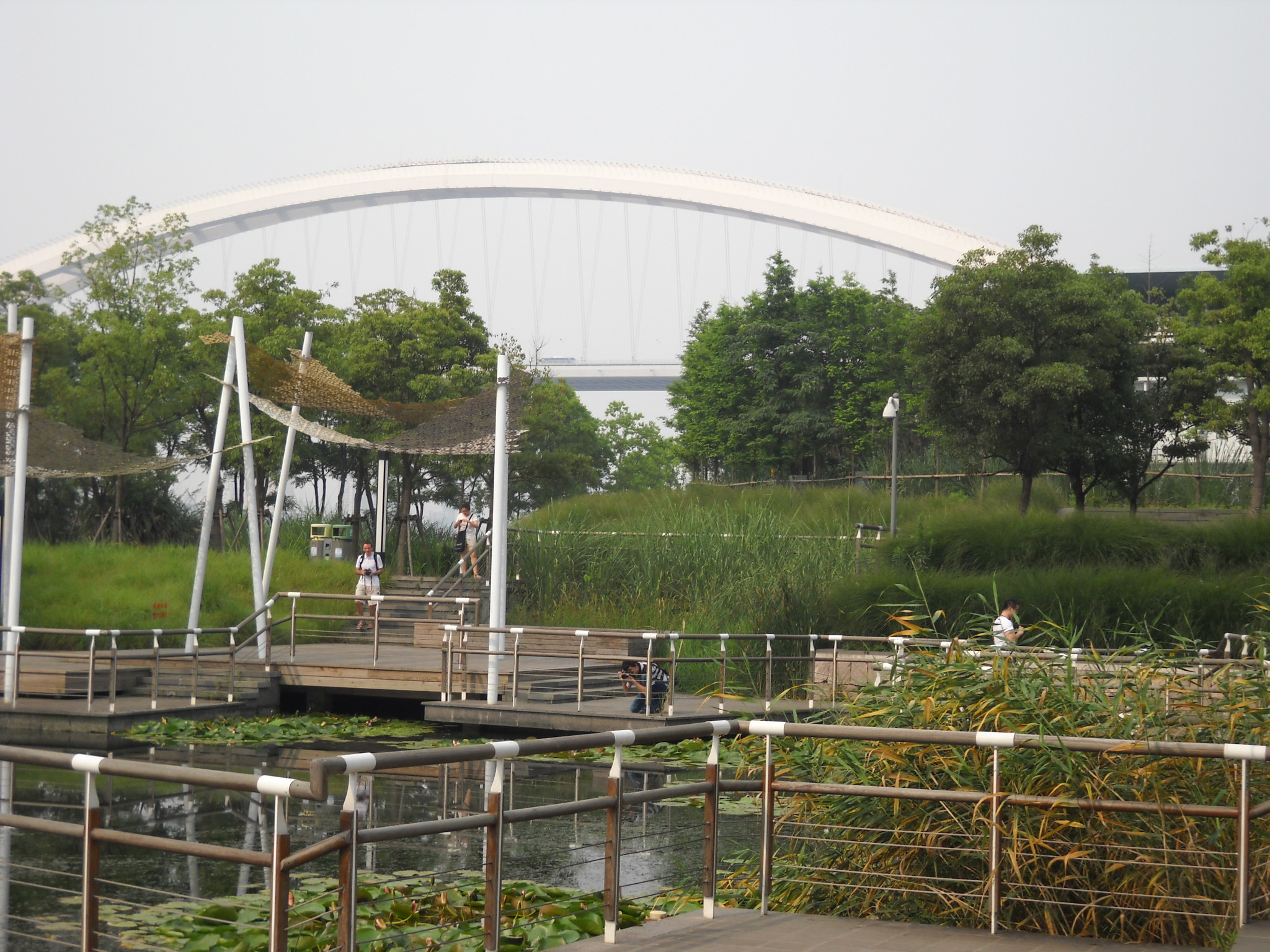
世博公园内景
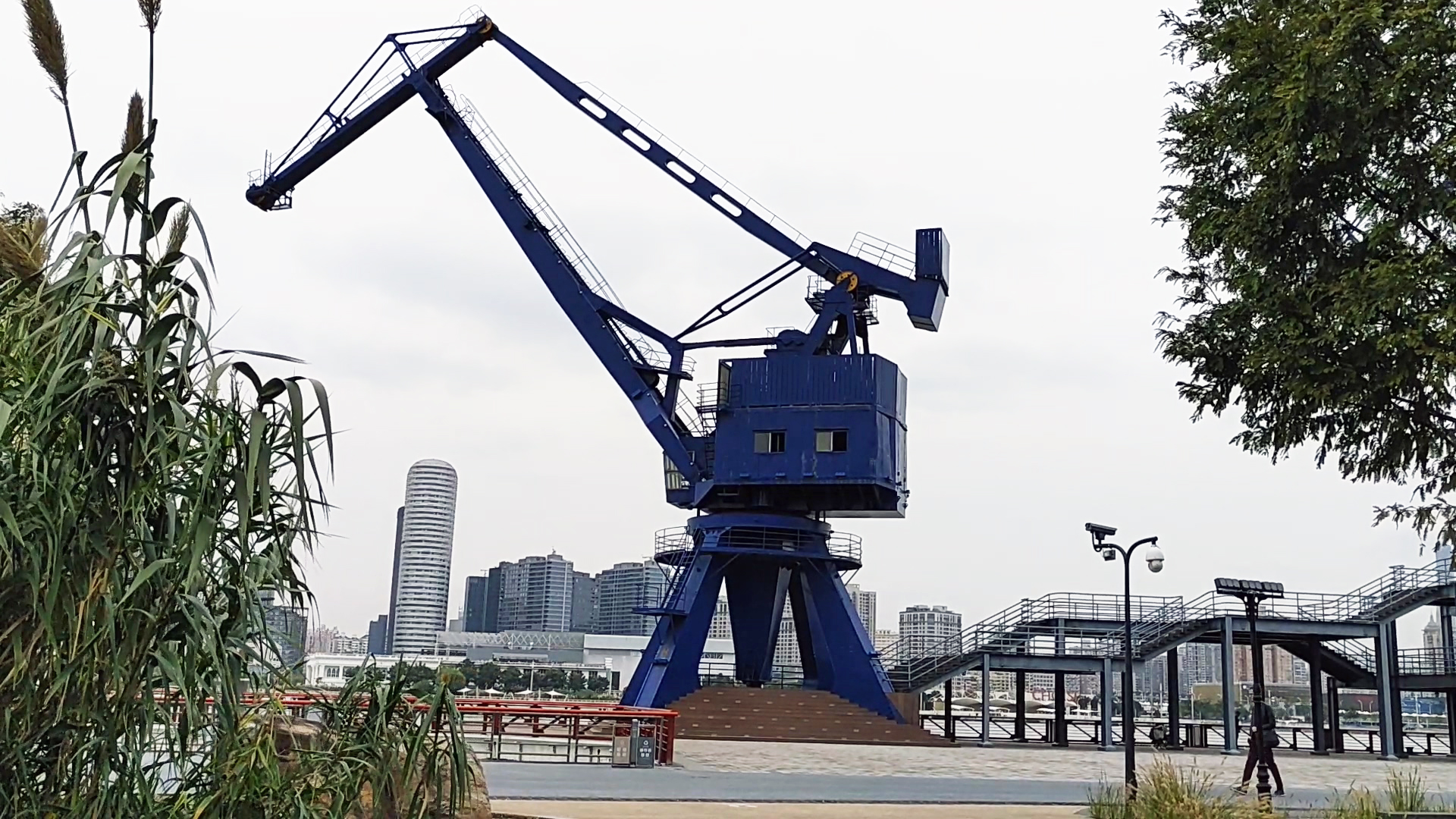
历史工业保留建筑“塔吊车”
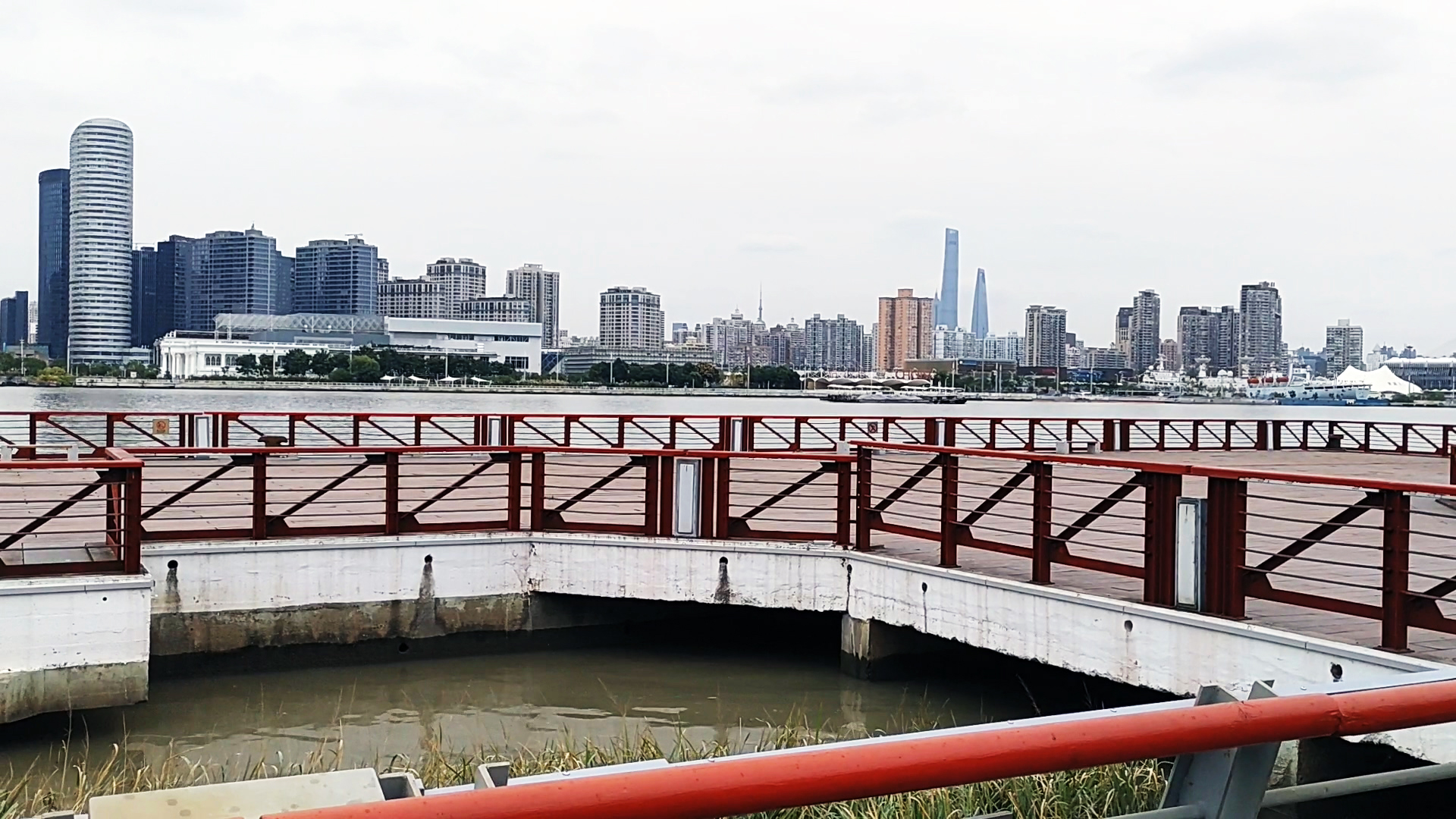
世博公园临江亲水平台

## 交通
- 地铁
  - 上海轨道交通8号线中华艺术宫站
  - 上海轨道交通13号线世博大道站
- 公交
  - 1118路
  - 周南线